# 西藏地理

西藏自治区在中国的位置

西藏地理介绍了中国西藏自治区的地理。西藏自治区是青藏高原的主体部分，位于北纬26°52′～36°32′，东经78°24′～99°01′之间，南北最宽约1000千米，东西最长达2000千米，面积有122万多平方千米，约占中华人民共和国总面积的12.8%。东面和北面与中国青海省、四川省、云南省和新疆维吾尔自治区相邻，西面和南面与缅甸、印度、不丹、尼泊尔等国相邻。

## 地形

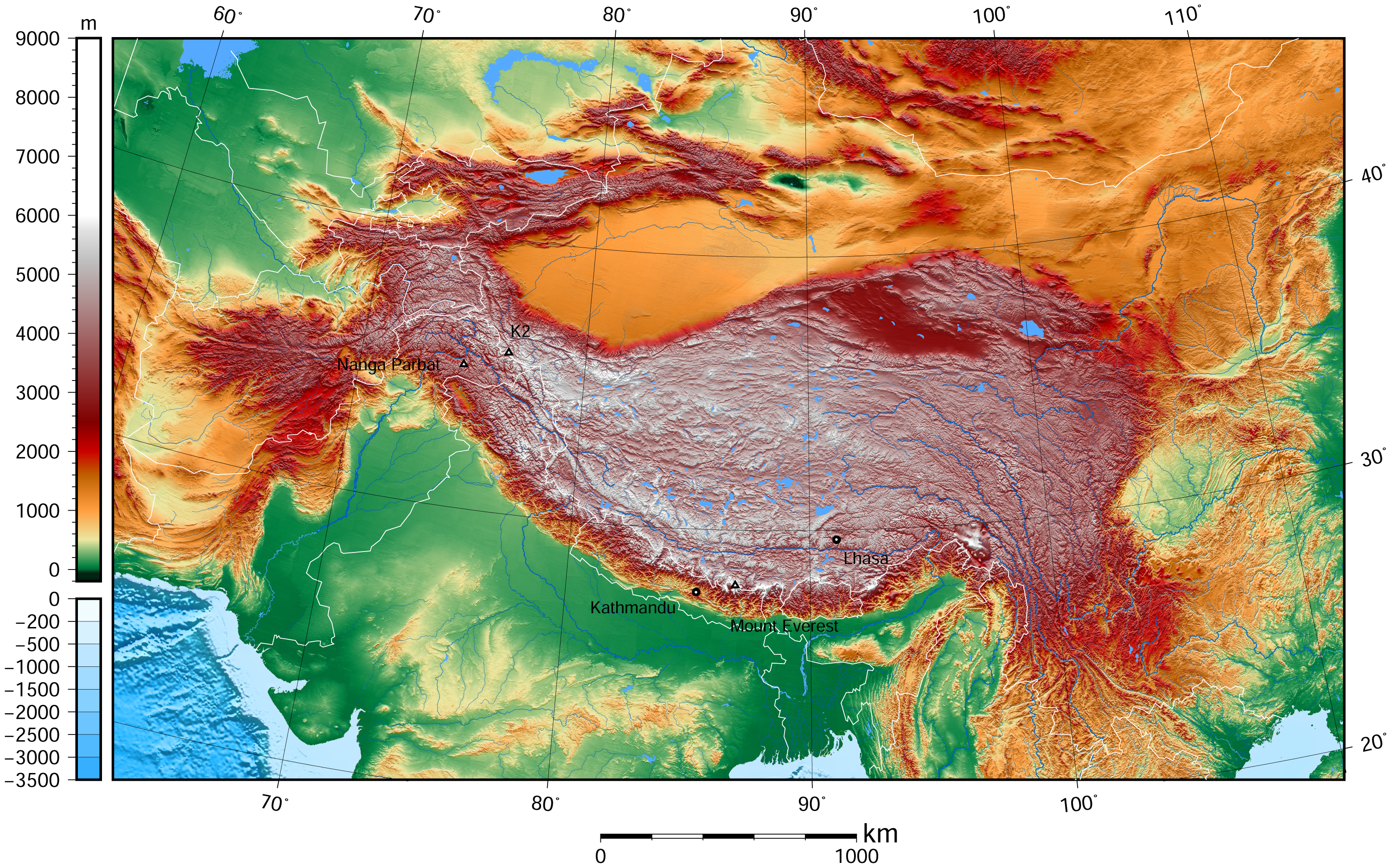
西藏及周边地区地势图

青藏高原地处欧亚大陆的中南部，平均海拔在4000米以上，5000米以上的地区占西藏自治区土地面积的45.6%。是全球最高最大的高原，素有“世界屋脊”之称。青藏高原边缘有高山环绕、峡谷深切，内部由广阔的高原、高耸的山脉、棋布的湖盆、宽广的盆地等大的地貌单元组成。青藏高原在地势图上通常展现为一片以棕褐色显示的高地，是地球上一个独特的地理单元，被称为地球的“第三极”。高原面之上有许多巨大的山脉绵延耸立。在这些高大山系之间，除了分布着若干次一级的山脉之外，主要是盆地、高原及宽谷。
西藏大体可分为三个不同的自然区：北部是藏北高原，位于昆仑山、唐古拉山和冈底斯山、念青唐古拉山之间，占全自治区面积的三分之二；在冈底斯山和喜玛拉雅山之间，即雅鲁藏布江及其支流流经的地方，是藏南谷地；藏东是高山峡谷区，为一系列由东西走向逐渐转为南北走向的高山深谷，系著名的横断山脉的一部分。总的地势从西北向东南逐渐倾斜，海拔由5000米以上依次递降到4000米左右，由低山、丘陵和宽谷盆地组合而成。
距今两亿年前，本区原为一片汪洋大海，两千多万年前始在喜马拉雅山运动中大幅崛起，形成今日的高原地貌。在整个地质历史过程中，西藏自治区从北向南逐步海退成陆。北面的昆仑山最早，随后为中部的喀喇昆仑山-唐古拉山和冈底斯山-念青唐古拉山，南部藏南谷地和喜马拉雅山区最晚。

## 山脉
| 山峰名称     | 所在地 | 海拔高度 （米） |
| ------------ | ------ | --------------- |
| 珠穆朗玛峰   | 定日   | 8848.13         |
| 洛子峰       | 定日   | 8516            |
| 马卡鲁峰     | 定日   | 8463            |
| 希夏邦马峰   | 聂拉木 | 8027            |
| 卓奥友峰     | 定日   | 8201            |
| 纳木那尼峰   | 普兰县 | 7694            |
| 念青唐古拉峰 | 当雄   | 7162            |
| 南迦巴瓦峰   | 林芝   | 7782            |

西藏高原海拔在7000米以上的雪峰有54座，6000米以上的12座，5000米以上的200多座，海拔4000米以上的就有近千座。5000米以上的山峰大多终年积雪，冰川广布。青藏高原的骨架主要由下列山脉组成：
- 喜马拉雅山脉位于西藏高原南侧，是一条近似东西向的弧形山系，其主要部分在中国与印度、尼泊尔的交界线上。全长2400公里，宽200～300公里，平均海拔6000米以上。其间，高峰林立，超过7000米的山峰50多座，超过8000米的11座。位于喜马拉雅山中段中国-尼泊尔边界上的珠穆朗玛峰海拔8848.13米，是世界第一高峰。在珠穆朗玛峰周围5000多平方公里内，8000米以上的高峰4座，7000米以上的高峰40余座，形成了独特的高峰汇聚现象。
- 冈底斯山、念青唐古拉山两山之间没有明显的界线，横亘于西藏高原中部，是藏北与藏南、藏东南的分界线，也是西藏外流河与内流河的分界线。冈底斯山主峰冈仁波齐峰海拔6656米，是著名的佛教朝圣地。
- 喀喇昆仑山、唐古拉山，前者主体部分在新疆与克什米尔交界线上，西藏境内只是它的东延部分，平均海拔6000米以上，在东经90°附近与唐古拉山相连接。唐古拉山是西藏与青海的界山，南北宽达160公里，主体部分海拔都在6000米以上，但相对高度仅500米左右；最高峰各拉丹冬峰海拔6621米，为长江的发源地。
- 昆仑山自西向东横亘于西藏高原的北侧，是西藏与新疆的界山。东西长2500公里，南北宽150公里，平均海拔5500～6000米，有亚洲脊柱之称。西藏境内的昆仑山只是其南支的一部分。
- 东南部是南北走向的横断山脉是藏东及四川、云南一组山脉的总称，是中国最长、最宽和最典型的南北向山系。[8]

## 冰川

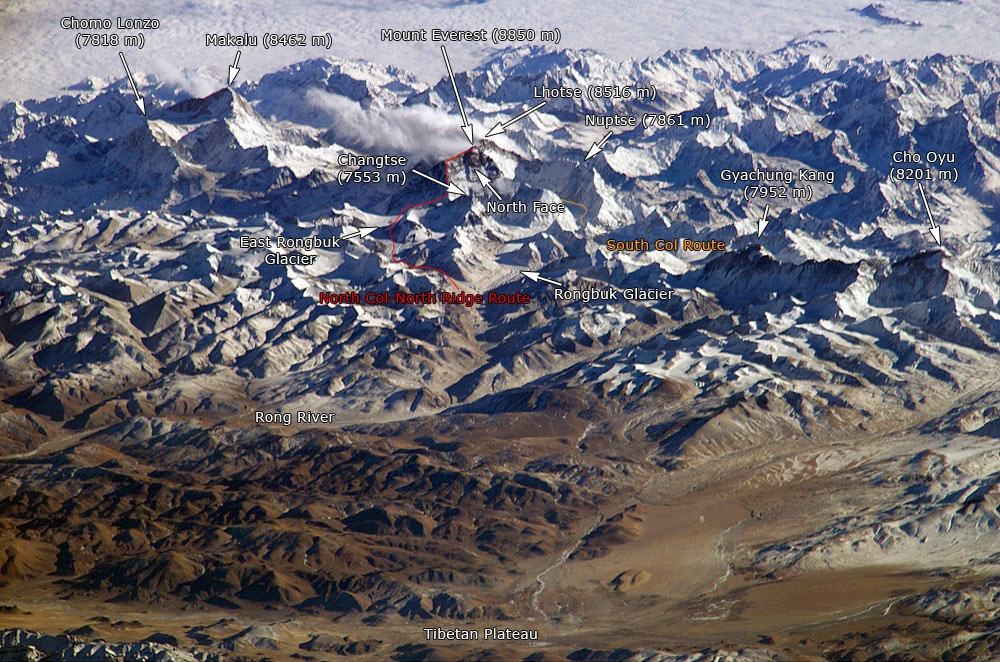
绒布冰川和珠穆朗瑪峰

西藏有冰川面积27,676平方公里。主要集中于以下三处：
- 藏东南，即念青唐古拉山东南段纳木错湖周围，著名的有南迦巴瓦雪峰和加拉白垒雪峰，有西藏境内最长的恰青冰川；
- 喜马拉雅山脉东段的羊卓雍错附近区域、横断山脉的贡嘎山周围，并以海洋性冰川为主；
- 珠穆朗玛峰周围地区有名的为绒布冰川，这一带以冰塔林壮观而著称。

青藏高原地区的冰川之特点就是雪线高，东绒布冰川最高雪线达到海拔6200米。但位于西藏东南的念青唐古拉山与伯舒拉岭的接合部的米堆冰川属于海洋性冰川，雪线海拔只有4600米，末端只有2400米，是世界上海拔最低的冰川。

## 峡谷

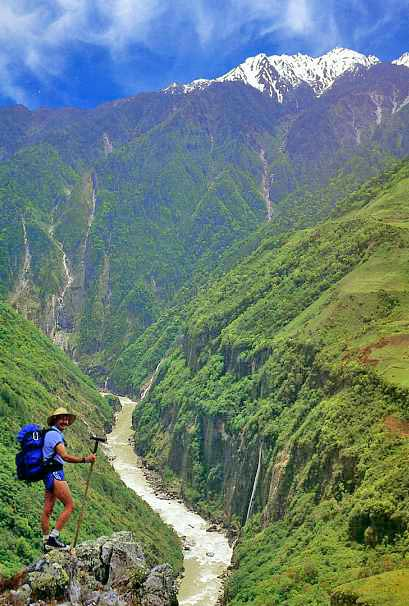
雅鲁藏布大峡谷

西藏拥有众多峡谷，主要分布在西藏高原东部和南部边缘地区，其中最著名的是雅鲁藏布大峡谷和藏东三江峡谷。其中雅鲁藏布江大峡谷位于西藏东南部的米林县和墨脱县境内，全长504.6公里，最深处6009米，平均深度2268米，是世界上最深、最长、海拔最高的河流峡谷。三江峡谷位于横断山区，三条江与三列山脉相间分布，从西向东依次是伯舒拉岭、怒江、他念他翁山、澜沧江、芒康山、金沙江。

## 河流
西藏境内流域面积大于一万平方公里的河流有20余条，大于2000平方公里的河流有100多条，大于100平方公里的河流数以千计。金沙江、澜沧江、怒江、雅鲁藏布江等大河都流经这里，其中怒江、雅鲁藏布江发源于西藏。西藏高原还分布有众多国际河流，恒河、印度河、布拉马普特拉河、湄公河、萨尔温江、伊洛瓦底江等河流的上源都在这里。西藏河流的水源主要有雨水、冰雪融水和地下水三种补给形式组成，流量丰富，含沙量小，水质好。特点是径流季节分配不均，年际变化小，水温偏低。
西藏的河流按最终归宿可划分为四大水系，即太平洋水系、印度洋水系、藏北内流水系、藏南内流水系。

## 湖泊

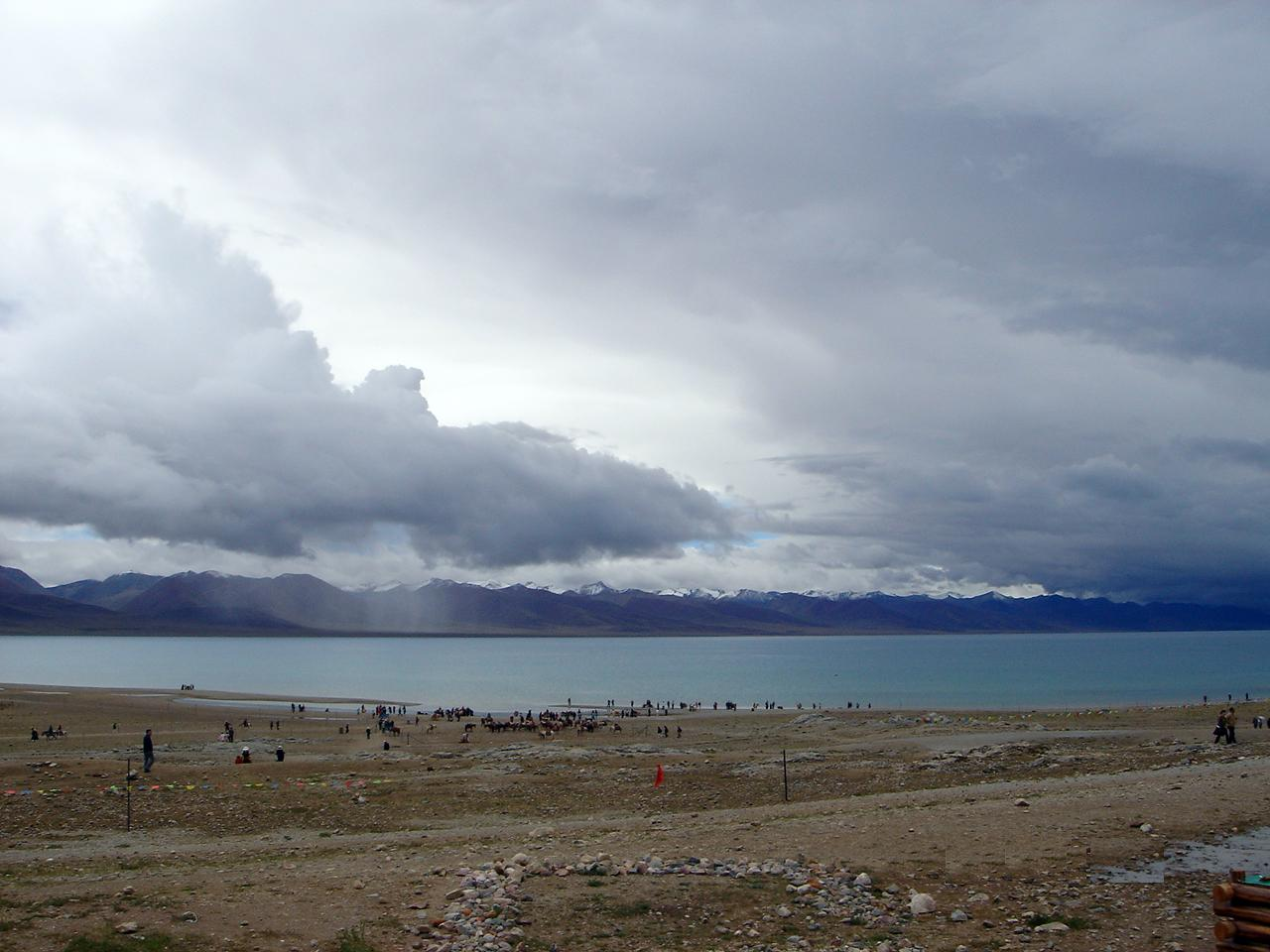
納木錯是西藏最大的湖泊。

西藏是中国湖泊最多的地区，湖泊总面积约2.38万平方公里，约占全国湖泊总面积的30%。1500多个大小不一、景致各异的湖泊错落镶嵌于群山莽原之间，其中面积超过1000平方公里的有纳木错、色林错和扎日南木错，超过100平方公里的湖泊有47个。超过1平方公里的湖泊有787个。
西藏湖泊类型多样，几乎包含了中国湖泊的所有特征；区属湖泊中，淡水湖少，咸水湖多，初步查明的各类盐湖大约有251个，总面积约8000平方公里，盐湖的周围多有丰饶的牧场，也是多种珍贵野生动物经常成群结队出没之地。
西藏最为著名的湖泊有纳木错、羊卓雍湖、玛旁雍错、班公湖、巴松错、森里错等。

## 气候
西藏的气候，由于地形、地貌和大气环流的影响，独特而且复杂多样。气候总体上具有西北严寒干燥，东南温暖湿润的特点。气候类型也因此自东南向西北依次有：热带、亚热带、高原温带、高原亚寒带，高原寒带等各种类型。在藏东南和喜马拉雅山南坡高山峡谷地区，由于地势迭次升高，气温逐渐下降，气候发生从热带或亚热带气候到温带、寒温带和寒带气候的垂直变化。
在冬季西风和夏季西南季风的交替控制下，西藏干季和雨季的分别非常明显，一般每年10月至翌年4月为干季；5月至9月为雨季，雨量一般占全年降水量的90%左右。各地降水量也严重不均，年降水量自东南低地的5000毫米，逐渐向西北递减到50毫米。
藏南和藏北气候差异很大。藏南谷地受印度洋暖湿气流的影响，温和多雨，年平均气温8℃，最低月均气温-16℃，最高月均气温16℃以上。藏北高原为典型的大陆性气候，年平均气温0℃以下，冰冻期长达半年，最高的7月不超过10℃，6～8月较温暖，雨季多夜雨，冬春多大风。

## 资源

### 能源

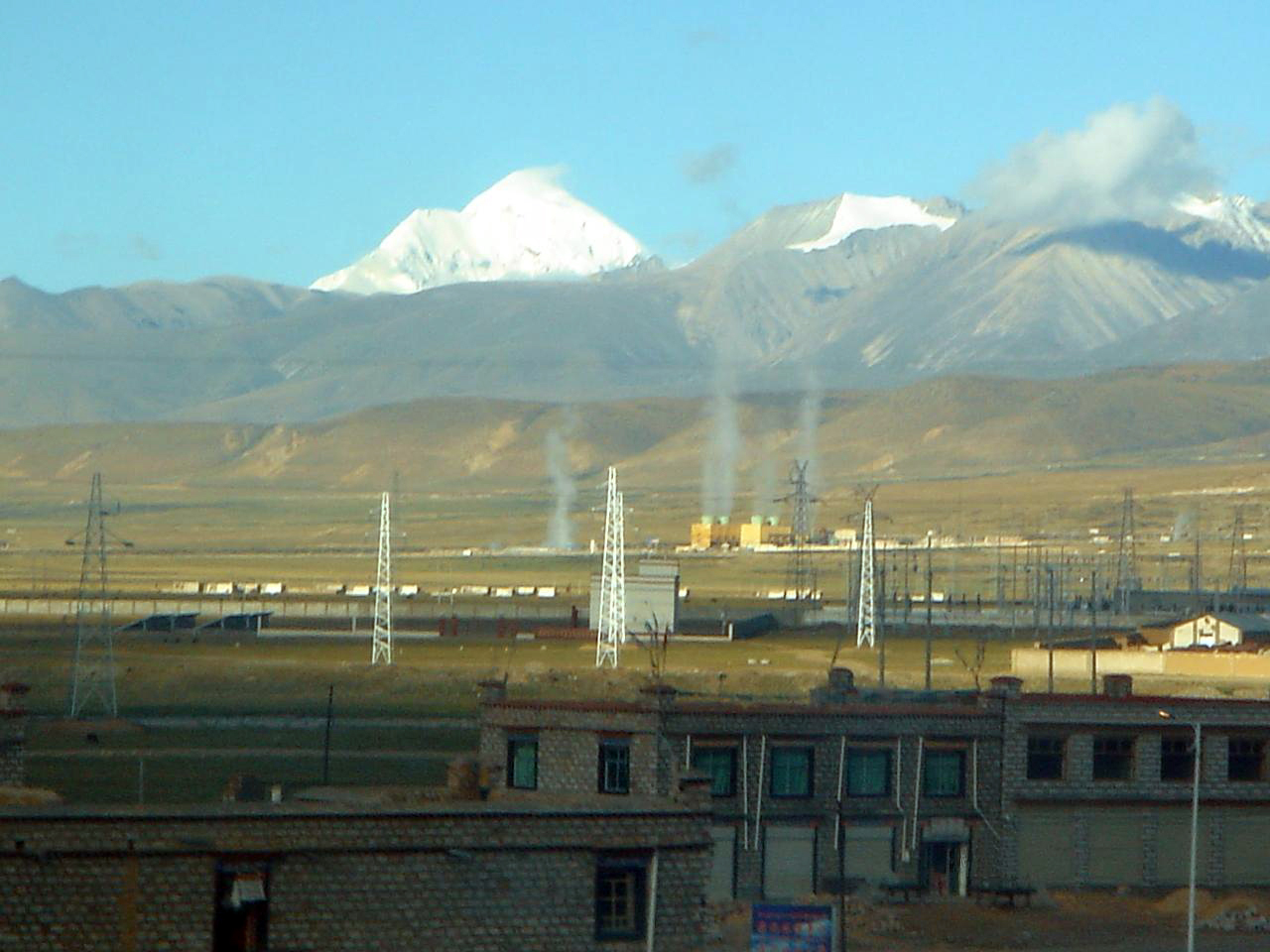
羊八井地热发电厂

西藏高原地區遼闊，擁有豐富的能源，其中尤以太陽能、水力、地熱三者為最。西藏太陽能為全中國最豐富的地區。拉薩，即因年日照數在3000小時以上，而有「日光城」之稱。高原之上，亦為中國各大河流的發源地，如怒江等，水力蘊藏量為中國第一。高原上，日溫差甚大，所謂「一年無四季，一日見四季」正是形容年日溫差變化最佳的寫照。
西藏高温地热资源占全国地热总量的80％，主要分布在青藏铁路沿线的拉萨－尼木－羊八井－那曲－错纳湖一带。此外，“一江两河”（雅鲁藏布江、拉萨河、年楚河）地区和藏北无人区也蕴藏有丰富的地热资源。

### 矿产

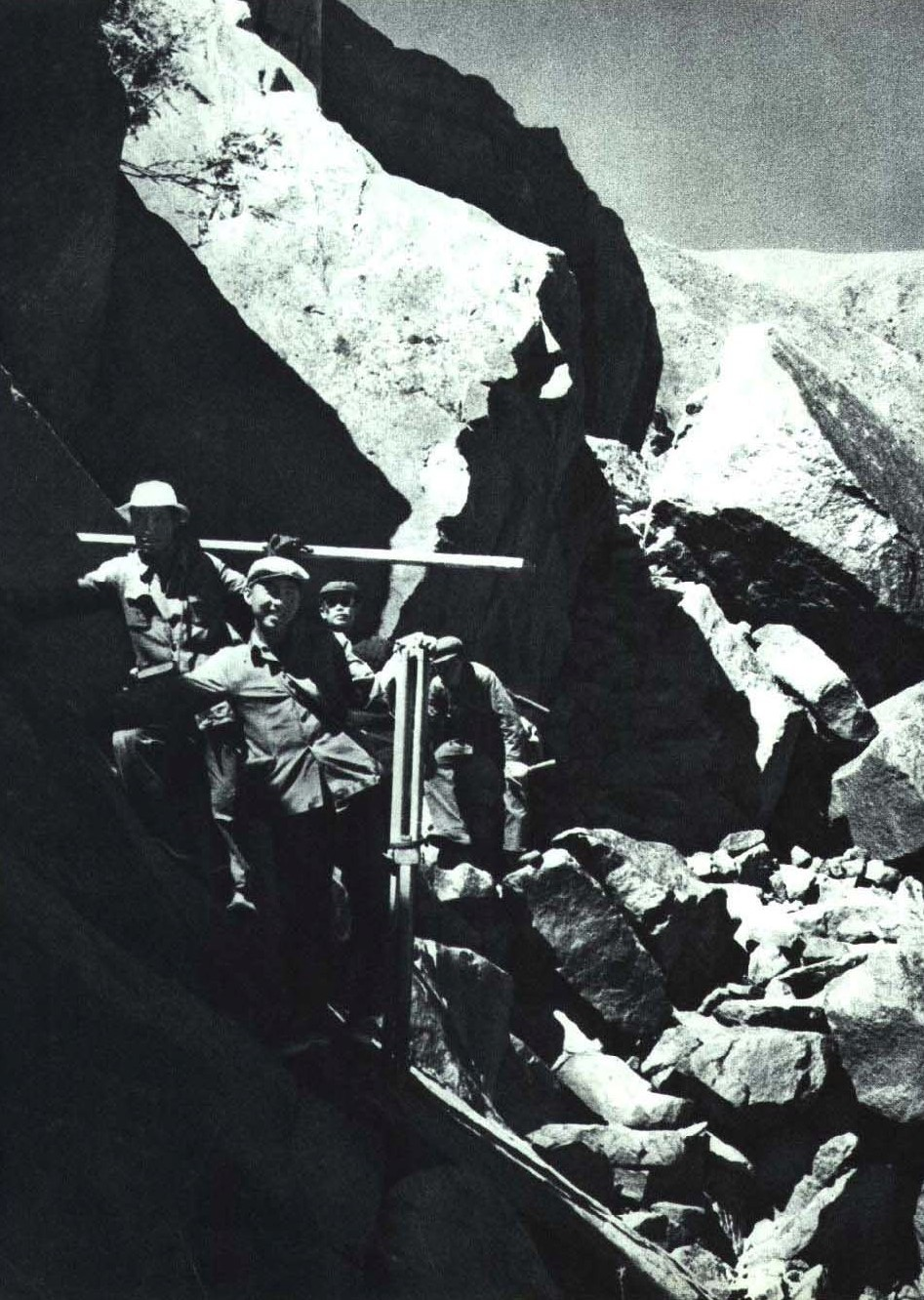
1964年中国科学院西藏综合考察队考察西藏资源

2011年唯一国家科技进步特等奖的荣誉授予了《青藏高原地质理论创新与找矿重大突破》项目，該項目組織專家大範圍調查了青藏高原礦產，補齊了以往的空白，首次发现念青唐古拉、冈底斯、班公湖-怒江三大巨型成矿带，发现驱龙、甲玛、雄村等7个超大型和25个大型矿床，潜在经济价值3兆元人民币以上。驱龙铜矿储量1036万吨，规模跃居中国国内第一，甲玛多金属矿相当于10个标准大型铜矿、5个标准大型金矿。预计整个青藏高原矿产资源总量可达铜8000万吨，金2000吨，铅锌3000万吨。
此外，青藏高原特有永冻土带里蕴含着丰富的可燃冰，超过350亿吨油当量的可燃冰，超過鄂尔多斯盆地含量。

## 自然灾害
泥石流、滑坡、山崩是西藏东南部山区常见的突发性的自然灾害现象。泥石流由大量的土、砂、石块和聚砾等固体物质与水组成，冲毁路基桥涵、埋没农田森林、堵塞江河、毁坏村镇，带来巨大损失。2000年4月9日，波密县易贡乡扎木龙山发生的特大山崩，形成长2500米，宽2000米，高180米的大坝，封堵了易贡湖的出口。